# Am Ende des Tages (2001)
Am Ende des Tages (wallonisch Oed Yr Addewid ‚Das Zeitalter der Verheißungen‘) ist ein walisisches Filmdrama aus dem Jahr 2001 unter der Regie von Emlyn Williams. 

## Handlung
Wales im März 1997. Großbritannien steht an einem politischen Wendepunkt. Nach 18 Jahren konservativer Tory-Regierung zieht sich ein düsterer Schleier des Misstrauens über das Land. Die Labour-Partei wittert den Machtwechsel, doch die Hoffnungen der einfachen Leute, wie William Davies, einem verwitweten, pensionierten Steinbrucharbeiter, sind gering.
In den 1980er Jahren wurde er von der Regierung ermutigt, seine Sozialwohnung zu kaufen. Ein Symbol von Aufstieg und Würde: das eigene Heim. Doch nun, in seinen letzten Lebensjahren, soll er dieses Zuhause verkaufen, um die Kosten für ein Pflegeheim zu decken – eine Einrichtung, in die er ohnehin bald muss, da sich erste Anzeichen von Alzheimer zeigen. Für William ist das nicht nur ein persönlicher Verrat, sondern auch eine bittere Ironie: Erst gab ihm das System etwas, nur um es ihm später wieder zu nehmen.
Seine Kinder Maureen, Alun und John sind mit sich selbst beschäftigt. Maureen pflegt ihn so gut sie kann, doch sie ist überfordert. Alun versinkt im Alkohol und John in seiner Karriere. Niemand kann oder will ihm helfen. William bleibt allein mit seiner Wut zurück und schmiedet einen Plan. Einen verzweifelten, absurden Plan, von dem er glaubt, dass er ihm helfen wird, das System zu überlisten und seine Würde zu retten.
Eines Morgens verlässt William sein Haus, entschlossen, das Blatt zu wenden. Doch die Realität ist härter als gedacht. Sein Vorhaben gerät außer Kontrolle und je näher der Wahltag rückt, desto mehr wird ihm klar, dass er einen schrecklichen Fehler begangen hat.
Zwischen politischen Umbrüchen, familiären Spannungen und dem langsamen schwinden seines Verstandes beginnt für William und seine Familie ein schmerzhafter Prozess der Selbsterkenntnis. Sie müssen sich fragen, was Heimat wirklich bedeutet und ob man Würde verlieren kann, ohne es selbst zu merken.
Am Ende des Tages steht William nicht nur vor den Trümmern eines Systems, das ihn vergessen hat. Er steht auch vor der Erkenntnis, dass der wahre Kampf nicht gegen die Politik, sondern um das eigene Menschsein geführt wird.

## Produktion
Der eigentliche Auslöser dafür, dass Williams die Geschichte schrieb, war der Tod seines Vaters. Dieser erlitt am 1. März 1995 einen schweren Schlaganfall und starb zwei Tage später. Sein Vater war sein ganzes Leben lang Sozialist und stand den Tories sehr positiv gegenüber, er war jedoch entmutigt, da die Tories versuchten, alles zu privatisieren, insbesondere die Gesundheitsversorgung und die Altenpflege. Williams Vater hatte das Gefühl, dass ihm und seiner Generation Unrecht getan wurde. Sechs Wochen nach seinem Tod wurde Williams eingeladen, bei einem Fernsehdrama im Norden Regie zu führen. Sie filmten vor einem Altenheim an der Straße zwischen Porthmadog und Cricieth. Es war ein heißer Tag und alle Fenster waren geschlossen. Sie waren mit Gittern versehen, um Alzheimer-Kranke drinnen zu halten. Da hörte Williams eine schwache, uralte Stimme sagen: „Ich sollte nicht hier sein.“ Er dachte sich: „Da steckt ein Drama drin.“
Williams schrieb das Drehbuch speziell für Stewart Jones als William Davies.

## Veröffentlichung
Cardiff International Film Festival im Dezember 2000 uraufgeführt. Der Film kam 2001 in die walisischen Kinos.

## Auszeichnungen
Er wurde vom Vereinigten Königreich für den Oscar in der Kategorie Bester fremdsprachiger Film bei der 74. Oscarverleihung eingereicht, aber nicht als Nominierter akzeptiert.
| Auszeichnung                                      | Jahr | Kategorie                                              | Empfänger        | Resultat |
| ------------------------------------------------- | ---- | ------------------------------------------------------ | ---------------- | -------- |
| Festival International de Programmes Audiovisuels | 2002 | Fiction                                                | Emlyn Williams   | Gewonnen |
| Festival International de Programmes Audiovisuels | 2002 | Fiction: Actor                                         | Stewart Jones    | Gewonnen |
| BAFTA Cymru                                       | 2002 | Besterr Film (Y FFilm Orau)                            | Alun Ffred Jones | Gewonnen |
| BAFTA Cymru                                       | 2002 | Bester Schauspieler (Yr Actor Gorau)                   | Stewart Jones    | Gewonnen |
| BAFTA Cymru                                       | 2002 | Bester Drehbuchautor (Yr Awdur Gorau Ar Gyfer Y Sgrin) | Emlyn Williams   | Gewonnen |